# Ignacio González Santiago
Ignacio González Santiago es un político español nacido en Santa Cruz de La Palma (La Palma, Canarias) en 1961. Está casado y tiene 2 hijos. 

## Fin de la Etapa con el Partido Popular (1999)
Fue designado coordinador regional del partido en 1999, pero dimitió del cargo y abandonó la política. Ignacio González fue acusado por algunas personas de estar implicado en las amenazas y agresiones denunciadas por la abogada del Partido Popular Julia Bango, aunque nunca fue imputado.
Ignacio González dejó el Partido Popular el 1 de octubre de 1999 tras asegurar que lo hacía porque el ambiente era «irrespirable» y porque la renovación del Partido Popular en las Islas era «la vuelta de la derechona».

## Vuelta a la Política con elCCN(2000)
En el año 2000, vuelve a la política de la mano de Lorenzo Olarte Cúllen, presidente fundador del CCN. En ese momento el CCN, forma parte, como partido fundador que es, de Coalición Canaria. A partir de 2005, el CCN toma la iniciativa de romper con Coalición Canaria y emprender la vida política con independencia.
En la actualidad es el presidente autonómico del Centro Canario (CCN) y en las elecciones autonómicas de 2007 fue candidato a la Presidencia del Gobierno de Canarias pero no resultó elegido parlamentario. También fue candidato en las elecciones locales de ese año a la Alcaldía de Santa Cruz de Tenerife, obteniendo el acta de concejal.

## En el Ayuntamiento de Santa Cruz de Tenerife
En virtud del llamamiento realizado por el alcalde de Santa Cruz de Tenerife Miguel Zerolo para formar parte de un gobierno de concentración, fue nombrado concejal de Servicios Sociales.
El 9 de octubre de 2009 fue nombrado Presidente del Distrito Centro – Ifara.

## Carrera política
| Predecesor:                | Consejero de Presidencia y Relaciones Institucionales del Gobierno de Canarias          | Sucesor:             |
| Predecesor:                | Portavoz del Grupo Popular en el Parlamento de Canarias                                 | Sucesor:             |
| Predecesor:                | Secretario Regional del PP de Canarias                                                  | Sucesor:             |
| Predecesor:                | Coordinador Regional del PP de Canarias                                                 | Sucesor:             |
| Predecesor: Lorenzo Olarte | Presidente del CCN 2001 – Actualidad                                                    | Sucesor: En el cargo |
| Predecesor: Ángela Mena    | Concejal de Servicios Sociales en el Ayuntamiento de Santa Cruz de Tenerife 2009 – 2011 | Sucesor:             |
| Predecesor:                | Diputado del Parlamento de Canarias por Tenerife 2011 – Actualidad                      | Sucesor:             |